# ديفيد إس. كريس
ديفيد إس. كريس (بالإنجليزية: David S. Kris)‏ هو محامي أمريكي، ولد في 28 سبتمبر 1966 في بروكلين في الولايات المتحدة.